# Brady Udall
Pour les articles homonymes, voir Udall.
Brady Udall est un romancier américain né en 1971 à Saint Johns (Arizona).

## Biographie
Brady Udall grandit dans la petite ville américaine de Saint Johns, en Arizona, au sein d’une famille nombreuse de mormons.
Il se consacre très jeune à l’écriture, remportant, à douze ans, un concours de poésie. Diplômé de l’université Brigham Young, il enseigne l’anglais au Brésil, puis en Corée, avant de rentrer aux États-Unis où il suit les cours de créativité littéraire du prestigieux Iowa Writer's Workshop de l’université de l’Iowa.
Quelques-unes de ses nouvelles sont publiées dans des magazines spécialisés américains. En 1998, son premier recueil d’histoires courtes, Lâchons les chiens, est salué comme une révélation par des critiques enthousiastes. Le Franklin and Marshall College (Pennsylvanie) lui propose alors un poste d’enseignant en littérature, qu’il accepte. Son premier roman, Le Destin miraculeux d’Edgar Mint, paraît en 2001 et le propulse au rang des meilleurs jeunes auteurs américains de sa génération. Son œuvre est comparée à celle de Dickens ou de John Irving, son style à celui de Raymond Carver.
Prenant leur source dans les contrées les plus reculées du Middle West, ses histoires vibrent sur une corde raide, constamment tendue entre l’humour et les drames les plus sombres.
L’écrivain William Kittredge dit de lui : « Une nouvelle génération d’écrivains commence à émerger et Brady Udall compte parmi les meilleurs d’entre eux. Un mec sensationnel, comme il dirait. »